# I Am Not Homer
I Am Not Homer es un álbum de estudio de 2002 hecho por el actor y comediante Dan Castellaneta, con el aporte adicional de su esposa, Deb Lacusta. El álbum es una colección de sketches de comedia de escritos e interpretados por Castellaneta y Lacusta, siguiendo el ejemplo de su anterior disco, Two Lips. El título del álbum es una referencia a la primera autobiografía de Leonard Nimoy, I Am Not Spock, y la mayoría de los bocetos fueron material que la pareja había utilizado anteriormente en sus carreras.

## Producción
La mayoría de los bocetos se habían escrito y realizado antes de que el CD fuera grabado, de modo que Castellaneta pensó que sería una buena idea para su conservación grabarlos, ya que ni él ni Lacusta no volverían a llevarlos a cabo posteriormente. Algunos vinieron de su serie de dibujos en una estación de radio local en Chicago y tuvieron que ser alargados de los dos minutos de bits que eran originalmente, mientras que varios otros fueron bocetos realizados durante su etapa en un club de comedia en Santa Mónica. Además, "Ciudadano Kane", un dibujo en el que dos personas discuten la película Ciudadano Kane con significados diferentes, es algo que la pareja se había realizado en una galería de arte. Castellaneta señaló que "ya sabíamos que estos sketches eran graciosos, pero algunos de ellos tuvieron que ser pulidos". Las parodias fueron escritas principalmente por la improvisación de un punto básico, la transcripción de los resultados y luego editarlos a la escena final.
Castellaneta eligió el título I Am Not Homer como una parodia de la primera famosa autobiografía de Leonard Nimoy  I Am Not Spock, así como para mostrar que la mayor parte de la comedia que aparece "no es la típica  comedia de Homer. También fue una referencia al hecho de que muchas personas no saben nada de la comedia de Castellaneta carrera lejos de Los Simpson.

## Recepción
Un escritor canadiense, Jenny Yuen, dio al CD de un examen mixto, señalando que "tiene algunos momentos divertidos", pero "los bocetos apenas son un conjunto de altercados molestos que se pudieran escuchar en un episodio de All in the Family". Sin embargo, los críticos alaban la última pista del álbum, "So Dumb (Homer's Lament)", que cuenta con Castellaneta cantando una canción como sus personajes principales de Los Simpson; Homer Simpson, Krusty el payaso , Abraham Simpson , Barney Gumble y el encargado de mantenimiento Willie.

## Lista de canciones
- "AM Therapy" – 8:04
- "Badger Baseball" – 5:00
- "Elvus" – 5:28
- "Rocks Off" – 6:48
- "Horoscope" – 2:16
- "Dynamite Sales" – 8:14
- "Drive Time" – 10:19
- "Citizen Kane" – 4:54
- "So Dumb (Homer's Lament)" – 7:20